# Трофим и Теофил
Свети мученици Трофим и Теофил су хришћански светитељи. Са њима се слави још 13 других мученика. Пострадали су у Ликији за време владавине цара Диоклецијана (284—305). Пошто се никако нису хтели одрећи вере у Исуса Христа, нити принети жртве идолима, стављени су на разне муке: тукли су их камењем, стругали оштрим гвожђем, пребили им колена, и најзад тако измучене бацили их у огањ. У хришћанској традицији помиње се да их је сила Божја сачувала неповређене у огњу. Тада су их извели и мачем посекли. Пострадали су због вере у Христа у Ликији 308. године.
Српска православна црква слави их 23. јула по црквеном, а 5. августа по грегоријанском календару.